# CK (Chris Kanaki)
CK (egentligen Christopher Daniel Kinnunen, även kallad Christopher "Chris" Kanaki), född 4 maj 1982 i Södertälje, är en svensk rappare. CK fick sitt stora genombrott 2001 med låten "På rosa moln". Han släppte sitt debutalbum Luften är fri! 2005 via skivbolaget Pay Per Bag.

## Karriär
CK började sin musikkarriär 1998 i bandet Paradox, som gjorde succé på talangtävlingar runtom i Södermanland. Han var medlem i bandet fram tills 2000, då han valde att bli soloartist. Första insatsen som soloartist var en gästvers på Organism 12:s låt "Hjärnsläpp" från Den där Herr Ågren. Genombrottet kom 2001 med låten "På rosa moln" som släpptes som en nedladdningsbar MP3-fil på hans webbplats. Låten fick även radiorotation på Sveriges Radio P3 under sommaren 2002. 
CK har sidoprojektet iSH tillsammans med electronica-artisten Sophie Rimheden, och även projektet Chris Kanaki tillsammans med Maskinen. Han själv beskriver sin musik som "syratrippad drum n basstango spelat av ett sovande dansband". 
Den 14 mars 2005 lanserades debutalbumet Luften är fri! via skivbolaget Pay Per Bag. En specialutgåva av albumet släpptes den 4 maj 2006 och innehöll sju stycken låtar mer än standarutgåvan. Den 27 juni 2007 lanserades EP:n En på miljonen via skivbolaget Hug Life. 2008 släpptes låtarna "Showen är mitt liv" och "Ä.G.E.R" innan CK tog ett sju år långt uppehåll från att släppa egna låtar. Den 17 augusti 2015 återkom han med "Hemkomsten".

## Diskografi

### Album
- 2005 – Luften är fri!

### EP
- 2007 – En på miljonen

### Singlar
- 2001 – "På rosa moln"
- 2001 – "jaesåcräjsi"
- 2004 – "Dixie"
- 2005 – "Finaste"
- 2006 – "Tillägnad dig"
- 2006 – "Kärleken"
- 2007 – "En på miljonen"
- 2008 – "Showen är mitt liv"
- 2008 – "Ä.G.E.R"
- 2015 – "Hemkomsten"
- 2015 – "Frescati"
- 2015 – "Du får mig må bra"

### Övriga medverkanden
- 1999 – "Hjärnsläpp" (Den där Herr Ågren) – tillsammans med Organism 12
- 1999 – "Skit" (Phase One) – tillsammans med E-L
- 2000 – "En liten trudilutt" (DJ Kojak – #20)
- 2000 – "Meine Damen und Herren" (Diggin in the Swedish Underground - Från dröm till verklighet)
- 2001 – "Meine Damen und Herren" (Jakten på under•orden – Rösterna som media inte lyssnat på)
- 2002 – "På rosa moln" (Jakten på under•orden III)
- 2003 – "Hyreshusklossar" (Hyreshusklossar) – tillsammans med Slagsmålsklubben
- 2004 – "Dixie" (Rundgång: Skinkmacka på teckenspråk – En samlingsskiva från åren 02 & 03)
- 2006 – "Dumpa mig Riemiks" – inofficell remix av Veronica Maggios "Dumpa mig"
- 2006 – "De blygsamma genierna"[8] – osläppt låt tillsammans med Slagsmålsklubben
- 2007 – "Alla som inte bouncar"[9] – inofficell remix av Maskinens "Alla som inte dansar (är våldtäktsmän)"
- 2009 – "Bara jag som dansar" – tillsammans med Vargpakten